# Creative writing
Creative writing betegner skrivning af skønlitteratur. Udtrykket er udbredt på engelsk og bruges ikke alene til at betegne processen, men også undervisning i skrivning af skønlitteratur. Udtrykket bruges især i kontrast til faglitterær skrivning – eksempelvis journalistiske, tekniske og akademiske tekster.
Den amerikanske professor og kritiker Norman Foerster grundlagde i 1931 Iowa Writer's Workshop: the School of Letters, hvor creative writing fik høj status som del af et forenet litterært studie, der blandt andet inkluderede studier i sprog, kritik og litteraturhistorie. De amerikanske universitetsuddannelser i creative writing fokuserer på skønlitterære tekster og har også udgangspunkt i en forestilling om, at studerende bliver bedre til at læse skønlitteratur ved selv at skrive.
En af nutidens fornyende teoretikere inden for creative writing er Dr. Paul Dawson, der i sin afhandling, Creative Writing and The New Humanisties (2005) betoner følgende:
| Citat    | In the paradigma og the New Humanities, the university is a public institution which fosters a dialogue between academic analysis, social discourse and public policy. Creative Writing is an academic discipline which can contribute to this dialogue, but a more socially engaged and intellectually aware pedagogy needs to be articulated […] | Citat |
| (s. 214) | |       |

## Creative writing i Danmark
På dansk grund benyttes termen Skrivekunst, der ligeledes refererer til faget Skrivekunst Arkiveret 18. juni 2009 hos  Wayback Machine, der kan læses på Syddansk Universitet i Kolding. Her har Skrivekunst forudsætninger i nordisk skriveforskning og arbejde med både fag- og skønlitteratur er obligatorisk.
Tidligere opfattede man Skrivekunst som en evne til at betjene sig af pen og blæk, redskaber eller materiale for herved at udtrykke ord og tanker synligt. Kunsten bestod i, at man via det skrevne skulle gøre sig forståelig på den måde, at en læser/modtager (også efter længere tid) kunne afkode og tilegne sig det skrevne ord.